# Crawley Down Gatwick F.C.
Crawley Down Gatwick Football Club là một câu lạc bộ bóng đá Anh đến từ Crawley Down, gần East Grinstead. Hiện tại đội bóng đang thi đấu ở Sussex County Football League Division One.

## Lịch sử
Đội bóng được thành lập năm 1993, khi Crawley Down United hợp nhất với hai đội khác tạo thành Crawley Down Village F.C., và tiếp tục thi đấu ở Mid Sussex league. Hai mùa giải sau đó, đội gia nhập Sussex County League Division Three mùa giải 1995–96. Câu lạc bộ giành quyền thăng hạng Division Two ngay mùa đầu tiên, tiếp tục thi đấu ở đây đến khi được thăng hạng Division One mùa giải 2008–09. Trong suốt thời gian ở Division Two, câu lạc bộ giành được một suất thăng hạng mùa giải 1998–99 nhưng bị từ chối vì không có dàn đèn, và đã được lắp đặt vào tháng 5 năm 2007. The club changed its name to Crawley Down F.C. in 1999.
Đội bóng lần đầu tham dự FA Cup mùa giải 2008–09. Họ vô địch Sussex County League Division One mùa giải 2010–11 và thăng hạng Isthmian League Division One South lần đầu tiên trong lịch sử. Kể từ mùa giải 2012–13 họ đổi tên thành Crawley Down Gatwick, lý do là để phân biệt họ với Crawley Town và để mở rộng lượng khán giả hâm mộ.

## Sân vận động
Crawley Down Gatwick chơi trên sân nhà The Havens Sportsfield, Hophurst Lane, Crawley Down, West Sussex, RH10 4LJ.
Sân được lắp đặt dàn đèn và xây khán đài cứng năm 2007, để đáp ứng tiêu chuẩn tham dự Sussex County League Division One. Năm 2012 rào chắn được lắp đặt để đội bóng có thể thi đấu ở Isthmian League.

## Danh hiệu

### Danh hiệu Giải đấu
- Sussex County League Division 1
  - Á quân 2015-16
- Sussex County League Division One[5]
  - Vô địch 2010–11
- Sussex County League Division Three[2]
  - Á quân 1995–96

### Danh hiệu Cup
- Surrey Senior Cup:[10]
  - Á quân: 2011–12
- Surrey Intermediate Cup:[1]
  - Á quân: 1995–96
- Sussex County League John O'Hara Challenge Cup:[11]
  - Á quân: 2009–10
- The Sussex Royal Ulster Rifles Charity Cup:[12]
  - Vô địch: 2010–11

## Kỉ lục
- Thứ hạng cao nhất:[5][13] thứ 16 ở Isthmian League Division One South 2011–12
- Thành tích tốt nhất tại FA Cup :[5] Vòng loại 1 2009–10, 2011–12
- Thành tích tốt nhất tại FA Trophy:[5][14] Vòng loại 1 2012–13
- Thành tích tốt nhất tại FA Vase :[5] Vòng 2 2007–08

## Cựu huấn luyện viên
1. Huấn luyện viên từng thi đấu/huấn luyện trong giải đấu hoặc ở các giải nước ngoài tương đương.
2. Huấn luyện viên từng thi đấu quốc tế.

- John Crumplin